# 天齐庙遗址
天齐庙遗址，位于山东省济宁市泗水县泗张镇天齐庙村，是中华人民共和国山东省文物保护单位之一。
2006年12月7日，授予山东省文物保护单位，是一座古遗址。